# Mermaid
"Mermaid" é uma canção da banda americana de pop rock Train, que está no seu sexto álbum de estúdio, o California 37. Ela foi lançada como single em 27 de dezembro de 2012.

## Faixas
| Download digital |           |         |  |
| N.º              | Título    | Duração |  |
| 1.               | "Mermaid" | 3:16    |  |

## Paradas musicais
| Paradas (2012-13)                                         | Melhor posição |
| --------------------------------------------------------- | -------------- |
| Bélgica (Ultratip Bubbling Under de Flandres)             | 9              |
| Hungria (Rádiós Top 40)                                   | 23             |
| Israel (Media Forest)                                     | 8              |
| Países Baixos (Dutch Top 40)                              | 21             |
| Estados Unidos (Billboard Bubbling Under Hot 100 Singles) | 5              |
| Estados Unidos (Billboard Adult Top 40)                   | 12             |
| Estados Unidos (Billboard Adult Contemporary)             | 27             |

## Histórico de lançamento
| País           | Data                    | Formato | Gravadora                                  |
| -------------- | ----------------------- | ------- | ------------------------------------------ |
| Estados Unidos | 27 de dezembro de 2012  | Rádios  | Columbia Records, Sony Music Entertainment |
| Reino Unido    | 18 de fevereiro de 2013 | Rádios  | Columbia Records, Sony Music Entertainment |